# Ловере
Ловере (итал. Lovere) — коммуна в Италии, располагается в регионе Ломбардия, подчиняется административному центру Бергамо.
Население составляет 5552 человека (на 2004 г.), плотность населения составляет 776 чел./км². Занимает площадь 7 км². Почтовый индекс — 24065. Телефонный код — 035.
Покровителем населённого пункта считается Sante Bartolomea Capitanio e Vincenza Gerosa. Праздник ежегодно празднуется 18 мая.